# Bob Grant
Bob Grant (14 de octubre de 1946-22 de mayo de 2024) fue un jugador estadounidense de fútbol americano que jugó cuatro temporadas con dos equipos en la NFL en la posición de linebacker, fue campeón de la NFL y del Super Bowl V.

## Carrera
A nivel universitario jugó para Wake Forest Demon Deacons. Sería seleccionado en la segunda ronda en la posición 50 global del Draft de la NFL de 1969 por los Baltimore Colts, equipo con el que jugó sus primeras tres temporadas como profesional, donde ganaría el campeonato de la NFL en su año de novato luego de vencer 3-4 a los Cleveland Browns en el Cleveland Municipal Stadium en Cleveland, Ohio.
Dos años después ganaría el Super Bowl V por 16-13 a los Dallas Cowboys en el Miami Orange Bowl de Miami, Florida en uno de los peores Super Bowl de la historia.
En 1971 jugaría para los Washington Redskins y se retiraría, habiendo jugado 41 partidos consiguiendo cinco intercepciones en su carrera profesional. En 2022 le fue otorgado el NCAA Inspiration Award por sus logros a nivel universitario.